# Tour de France (cântec)
Tour de France este o melodie compusă de Kraftwerk. A fost lansată pentru prima oară în 1983, ajungând pe #22 în topul single-urilor din Anglia. Muzica a fost compusă de Ralf Hutter, Florian Schneider și Karl Bartos; versurile au fost realizate de Ralf Hutter si Maxime Schmitt.
Pentru Kraftwerk, Tour de France a fost o detașare de albumele anterioare precum Die Mensch Maschine și Computerwelt, care aveau un ton prea tehnologic. În schimb, acest cântec este o celebrare adusă ciclismului, mărind interesul grupului pentru sport. Dintre aceștia, în prezent, Ralf Hutter și Fritz Hilpert sunt cunoscuți ca făcând parte din evenimentele dedicate acestui sport.

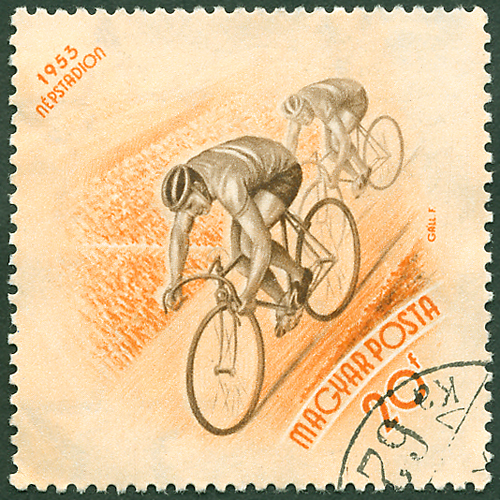
O marcă poștală din Ungaria, una dintre sursele de inspirație ale trupei

În mod normal, melodia a fost compusă pentru a fi inclusă în albumul abandonat Techno Pop. Single-ul a fost lansat în format de vinil 7" și 12", dar și pe casetă audio.
A fost melodia cu cele mai complicate și diverse variante din istoria Kraftwerk, fiind modificată și remixată până la un stadiu în care nu există încă o variantă complet definitivă.
Coperta single-ului reprezintă trupa pe biciclete de teren, traversând steagul oblic al Franței. Inspirația a venit de la o imagine care apăruse pe un timbru din Ungaria în 1953, reprezentând biciclete în aceeași poziție.
Piesa a fost de asemenea inclusă în filmul "Breakin'", cunoscut și ca Breakdance, apărut în 1984. Kraftwerk nu a lăsat melodia să apară în coloana sonoră a acestui film, așa că aceasta a fost lansată ca un cover de grupul "10 Speed".

### Lansarea originală
În Germania a fost lansat în ambele variante, franceză și germană, fiecare pe câte o parte a discului de vinil, dar în alte țări versiunile de pe ambele părți erau cântate doar în limba franceză. Melodiile de pe părțile vinilului de 7" au fost prelungite și lansate apoi pe unul de 12". Însă, în Marea Britanie, partea B a vinilului de 7" era de fapt instrumentalul melodiei de pe partea A. Acest instrumental, căruia i s-a dat numele de "Tour de France Etape 2", a fost inclus și pe caseta audio din Marea Britanie.

### Lansarea remix-ului
În August 1984 melodia a fost re-lansată în două versiuni noi: un aranjament mult mai lung și diferit, remixat de François Kevorkian în New York, și o versiune alternativă a melodiei originale, remixată de Kraftwerk. Fragmente din presa din Marea Britanie, legate de aceste remix-uri, au inclus mesaje ca "Așa cum este prezentă în filmul Breakdance". Remixul a atins #24 în topul single-urilor din Marea Britanie și #4 în topul Hot Dance Music/Club Play din SUA.

### Îmbunătățire digitală
În 1999 înregistrările au fost îmbunătățite digital și lansate din nou, de data aceasta pe CD și single 12", cu o oarecare modificare a copertei originale. Fețele foștilor membri Karl Bartos și Wolfgang Flur, care părăsise trupa până în 1999, au fost înlocuite cu presupusele fețe care îi reprezentau pe membrii actuali Fritz Hilpert și Henning Schmitz. CD-ul a inclus, pe lângă diverse variante ale melodiei, și un video în format QuickTime, care era o versiune editată a celui din 1984. Videoclipul nu îi mai arăta pe membrii Kraftwerk din 1983 mergând pe biciclete, ci doar arhive ale cicliștilor din Turul Franței, cum ar fi campionul italian Fausto Coppi.

### O versiune finală
O înregistrare nouă completă a fost făcută pentru albumul Tour De France Soundtracks din 2003, bazată pe aranjamentul original din 1983.

## Liste de melodii

### Marea Britanie - vinil 12" 1983
1. Tour de France (Long Version) - 6:30
2. Tour de France - 3:00
3. Tour de France Etape 2 - 2:40

### Marea Britanie - vinil 7" 1983
1. Tour de France - 3:00
2. Tour de France (Instrumental) - 2:40

### Marea Britanie - casetă audio 1983
1. Tour de France (Long Version) - 6:30
2. Tour de France - 3:00
3. Tour de France Etape 2 - 2:40

Notă: toate cele trei piese sunt repetate pe ambele părți ale casetei.

### Marea Britanie - vinil 12" 1984
1. Tour de France (Francois Kenvorkian Remix) - 6:47
2. Tour de France (French Version) - 6:44
3. Tour de France - 3:00

### Marea Britanie - vinil 7" 1984
1. Tour de France (Remix) - 3:55 (variantă scurtă a remix-ului lui Francois Kenvorkian)
2. Tour de France - 3:45 (variantă scurtă a versiunii franceze)

### Germania - vinil 12" 1983
1. Tour de France (Version Allemande) - 6:30 (cântată în germană)
2. Tour de France (Version Francaise) - 6:30

### Germania - vinil 7" 1983
1. Tour de France (Version Allemande) - 3:00
2. Tour de France (Version Francaise) - 3:00

### Germania - vinil 12" 1984 (1)
1. Tour de France (Version Allemande) - 6:44 (Kraftwerk remix)
2. Tour de France (Version Francaise) - 6:30

### Germania - vinil 12" 1984 (2)
1. Tour de France (Francois Kenvorkian Remix) - 6:47
2. Tour de France (Version Allemande) - 6:44 (Kraftwerk remix)
3. Tour de France - 3:05

### Germania - vinil 7" 1984
1. Tour de France (Remix) - 3:50 (variantă scurtă a remix-ului lui Francois Kenvorkian)
2. Tour de France - 3:10 (cântată în germană)

### Europa - vinil 12" 1999
1. Tour de France (Kling Klang Analog Mix) - 6:44 (Kraftwerk remix din 1984, cântat în franceză)
2. Tour de France (Remix Francois K) - 6:45 (Francois Kenvorkian remix din 1984)

### Europa - CD 1999
1. Tour de France (Radio Version) - 3:07 (versiune din 1983 cântată în franceză)
2. Tour de France (Kling Klang Analog Mix) - 6:44
3. Tour de France (Remix Francois K) - 6:45
4. Tour de France (Multimedia Track) - 3:07 (variantă scurtă a remix-ului Kraftwerk din 1984, cântat în germană)